# Sunset Sons

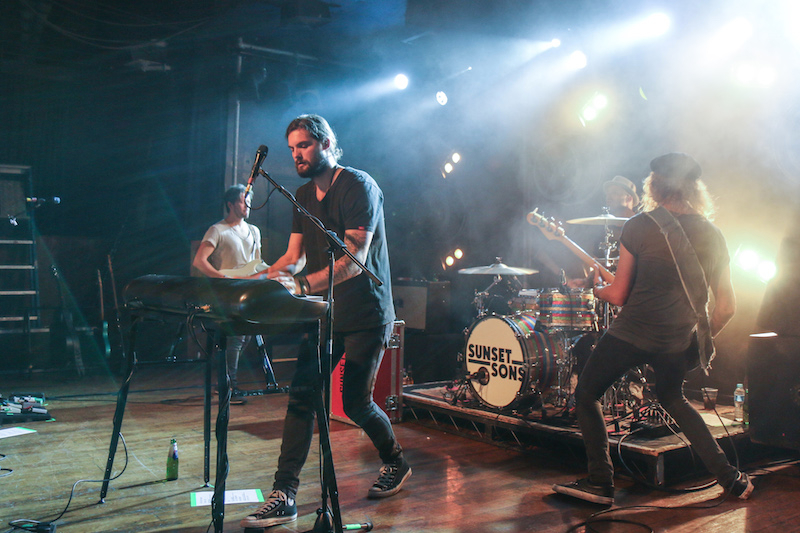
Sunset Sons en 2015.

Sunset Sons est un groupe anglo-australien de rock indépendant, fondé en 2013 à Soorts-Hossegor en France.
Le groupe a sorti quatre EPs et un premier album Very Rarely Say Die en avril 2016. Ils ont fait des tournées à travers le Royaume-Uni, l'Irlande et la côte ouest des États-Unis.

## Formation
Le groupe s'est formé dans le bar appelé Le Surfing, basé à la plage Estagnot près de Hossegor. Le batteur Jed Laidlaw venait voir un ami qu'il avait rencontré quand il enseignait le surf dans les îles Canaries. Ce même soir le futur chanteur du groupe, Rory Williams, chantait dans le bar, où il travaillait aussi en tant que plongeur. Rory avait emménagé ici un an plus tôt sur la route pour Biarritz pour surfer.[réf. souhaitée]
Ils ont fait connaissance et ont décidé de monter un groupe aux côtés de leurs amis Robin Windram (guitare) et Pete Harper (basse) pour se faire un peu d'argent au cours de l'hiver.
Ils formaient à l'origine un groupe appelé The Cheerleaders, qui faisait exclusivement des reprises. A leur début, ils ont joué dans les Alpes françaises afin de se faire connaître auprès des jeunes snowboarders des trois vallées (principalement dans les villes de Tignes et Val d'Isère).[réf. souhaitée]
Après avoir fait jusqu’à trois concerts par jour dans différents bars de stations de ski, et s'être fait connaître pour leurs spectacles et leur choix de reprises, allant de Queens of the Stone Age à Kanye West, ils ont décidé d'écrire leur propres chansons.
De retour à Hossegor pour l'été, ils ont changé leur nom en Sunset Sons et ont passé tous leurs vendredis dans un studio de danse à proximité pour écrire leur musique.[réf. souhaitée]
Jed a envoyé quelques démos à l'ancien patron de Sony, Steve Milbourne, qui était le manager du label de Jed quand il était batteur dans un autre groupe. Steve Milbourne était justement à la recherche d'un nouveau groupe à manager. Il a donc pris l'avion jusqu'à Hossegor pour les voir jouer quatre chansons dans un petit bar, et a été directement impressionné par la réaction du public.
Steve les a aidés à enregistrer leur premier EP avec le producteur James Lewis, dans une maison qu'ils louaient à Hossegor pendant l'hiver. Ainsi est né Le Surfing EP. Le Surfing EP a été auto publié le 20 février 2014, et a grimpé à la 6e place du classement iTunes Rock[réf. nécessaire]. Cela a attiré l'attention des maisons de disques et des éditeurs[réf. nécessaire].
Souhaitant que le groupe soit dans son habitat naturel, Steve a organisé un tour dans les Alpes françaises, et une tournée ultérieure des villes de surf du Royaume-Uni, refusant de jouer dans les grandes villes.

## Depuis 2014
En avril 2014, leur musique She Wants a reçu la récompense Next Hype de Zane Lowe, et a été ajoutée à la playlist de la BBC Radio 1. En juin 2014, ils ont signé chez Polydor Records, Vagrant Records et Kobalt Music. Durant l'été 2014, ils ont joué au Reading & Leeds Festival, sur la scène de la BBC.
Leur première EP officiel No Bad Days EP (produit par James Lewis) est sorti le 28 octobre 2014 et a fini no 1 du classement iTunes Rock[réf. nécessaire]. Le premier single, Remember, fut ajouté dans la playlist In New Music We Trust de la BBC Radio 1.
En janvier 2015, le groupe a été nommé pour le BBC Sound of 2015 et le MTV Brand New 2015. Ils ont aussi été no 1 du Great X-Pectations 2015 de XFM[réf. nécessaire]. À cette époque, le groupe a également joué un spectacle à guichets fermés au Hoxton Bar & Kitchen à Londres, pour lequel ils ont reçu une critique notée 4 étoiles dans le journal The Times[réf. nécessaire]. Une tournée au Royaume-Uni en février-mars 2015 a suivi.
Leur deuxième EP officiel The Fall Line EP (produit par Catherine Marks) est paru le 9 mars 2015 et a aussi atteint la première place du classement iTunes Rock[réf. nécessaire]. Le morceau phare de l'EP, Medicine fut désigné morceau du jour de la BBC Radio 1[réf. nécessaire]. En mars 2015, le groupe est allé à Nashville pour commencer à enregistrer leur premier album avec le producteur Jacquire King (en).
Le groupe a fait une autre tournée à guichets fermés[réf. nécessaire] au Royaume-Uni en avril 2015, y compris au Scala. En été 2015, il a joué au Festival de Glastonbury (scène John Peel) gagnant une visite de backstage de Michael Eavis[Quoi ?]. Entre autres, ils ont aussi joué à l'Isle of Wight Festival, au T In The Park, au Boardmasters, et au Reading & Leeds Festival, ainsi que d'autres grands festivals européens, y compris l'Hurricane, le Southside ou encore le Festival Arenal.
Leur troisième EP She Wants EP (produit par Catherine Marques et Jacquire King) est sorti le 23 juillet 2015. Le morceau phare étant un ré-enregistrement de She Wants issu de leur premier EP. Elle fut elle-aussi morceau du jour de la BBC Radio 1.
Le 9 août 2015, le groupe admet avoir pris du retard sur l'enregistrement de leur premier album mais promet de terminer d'ici la fin de l'été 2015.
En octobre 2015, Sunset Sons joint le groupe Imagine Dragons dans leur tournée européenne, participant à 29 concerts en Allemagne, France, Belgique, Angleterre, Irlande, Espagne, Suède, Norvège, Italie et en Suisse. Le groupe a été très honoré de pouvoir réaliser cette tournée aux côtés d'Imagine Dragons.
Le 8 octobre 2015, le groupe réalisait la musique du Surf Quiksilver Pro France, leurs morceaux Blondie et Come Easy ont été utilisés comme musiques de fond de l'événement.
Le 16 octobre 2015, ils sortent le single On The Road (produit par Jacquire King, un ré-enregistrement de la démo originale), chez le label French Exit. Leurs morceaux Remember et Medicine apparaissent dans le jeu vidéo Guitar Hero Live. A ce propos, ils font une apparition à un show de la BBC Radio 1 le 27 octobre 2015 pour parler des musiques de jeux vidéo.
Le 1er avril 2016, le groupe sort son premier album Very Rarely Say Die.
Le 17 mai 2016, le groupe est invité par Le Petit Journal pour interpréter leur titre Tick Tock issu de leur premier album Very Rarely Say Die.

## Membres
- Rory Willams (chanteur)
- Jed Laidlaw (batteur)
- Pete Harper (basse)

## Anciens membres
- Robin Windram (guitare et vocales)

## Discographie

### Albums
- Very Rarely Say Die (2016)
- Blood Rush Déjà Vu (2019)

### EPs
- Le Surfing EP (20 février 2014)
- No Bad Days EP (28 octobre 2014)
- The Fall Line EP (9 mars 2015)
- She Wants EP (23 juillet 2015)

### Singles
- On The Road (16 octobre 2015)

### Featured in
- Watch Your Back dans Bloodline, série Netflix.
- Remember dans Guitar Hero Live (novembre 2015) et dans Dream League Soccer 16 (avril 2016)
- Medicine dans Guitar Hero Live (novembre 2015) et dans Dream League Soccer 16 (avril 2016)
- Vrol dans Dream League Soccer 17